# カンピオナート・スル＝マトグロッセンセ
カンピオナート・スル＝マトグロッセンセ (Campeonato Sul-Mato-Grossense) は、ブラジル・マットグロッソ・ド・スル州のサッカーリーグである。マットグロッソ・ド・スル州サッカー連盟 (Federação de Futebol de Mato Grosso do Sul, FFMS) が主催する。日本ではマットグロッソ・ド・スル州選手権の名称で紹介されることが多い。1979年にマットグロッソ・ド・スル州がマットグロッソ州から分離したことで創設された。それ以前はカンピオナート・マトグロッセンセに統一されていた。

## 大会方式
2017年シーズン
- ファーストステージ - 12チームを2つのグループに分け、2回総当りのリーグ戦をホーム・アンド・アウェーで行う。各グループ上位4チームがセカンドステージへ進み、各グループ最下位となったクラブはセリエB（2部）へ降格する。
- セカンドステージ - ファーストステージを勝ち上がった8チームによるトーナメント方式。準々決勝から決勝までホーム・アンド・アウェーの2試合で勝敗を決する。

※ブラジルのほかの州選手権と同様に、大会方式は毎年変わり得る。

## 参加クラブ
2017年シーズン セリエA
- アギア・ネグラ（ポルトガル語版）
- SERC（ポルトガル語版）
- コメルシアウ
- コルンバエンセ（ポルトガル語版）
- コスタ・リカ（ポルトガル語版）
- イヴィニェーマ（ポルトガル語版）
- ナヴィライエンセ（ポルトガル語版）
- ノヴォペラリオ（ポルトガル語版）
- オペラリオ
- セテ・デ・セテンブロ（ポルトガル語版）
- ウニオンABC（ポルトガル語版）
- URSO（ポルトガル語版）

## 歴代優勝クラブ
- 1979 オペラリオ
- 1980 オペラリオ
- 1981 オペラリオ
- 1982 コメルシアウ
- 1983 オペラリオ
- 1984 コルンバエンセ
- 1985 コメルシアウ
- 1986 オペラリオ
- 1987 コメルシアウ
- 1988 オペラリオ

- 1989 オペラリオ
- 1990 ウビラタン
- 1991 オペラリオ
- 1992 ノヴァ・アンドラジーナ
- 1993 コメルシアウ
- 1994 コメルシアウ
- 1995 SERC
- 1996 オペラリオ
- 1997 オペラリオ
- 1998 ウビラタン

- 1999 ウビラタン
- 2000 コメルシアウ
- 2001 コメルシアウ
- 2002 CENE
- 2003 SERC
- 2004 CENE
- 2005 CENE
- 2006 コシン
- 2007 アギア・ネグラ
- 2008 イヴィニェーマ

- 2009 ナヴィライエンセ
- 2010 コメルシアウ
- 2011 CENE
- 2012 アギア・ネグラ
- 2013 CENE
- 2014 CENE
- 2015 コメルシアウ
- 2016 セテ・デ・セテンブロ

## クラブ別優勝回数
| クラブ                 | 優勝 | 優勝年                                                     |
| ---------------------- | ---- | ---------------------------------------------------------- |
| オペラリオ             | 10   | 1979, 1980, 1981, 1983, 1986, 1988, 1989, 1991, 1996, 1997 |
| コメルシアウ           | 9    | 1982, 1985, 1987, 1993, 1994, 2000, 2001, 2010, 2015       |
| CENE                   | 6    | 2002, 2004, 2005, 2011, 2013, 2014                         |
| ウビラタン             | 3    | 1990, 1998, 1999                                           |
| SERC                   | 2    | 1995, 2003                                                 |
| アギア・ネグラ         | 2    | 2007, 2012                                                 |
| コルンバエンセ         | 1    | 1984                                                       |
| ノヴァ・アンドラジーナ | 1    | 1992                                                       |
| コシン                 | 1    | 2006                                                       |
| イヴィニェーマ         | 1    | 2008                                                       |
| ナヴィライエンセ       | 1    | 2009                                                       |
| セテ・デ・セテンブロ   | 1    | 2016                                                       |